# Xénoestrogène
Les xénoestrogènes (ou œstrogènes étrangers) sont une classe de xénohormones, d'origine synthétique ou naturelle, qui imite - à quelque degré que ce soit - l'activité estrogénique de l'œstrogène, la première hormone sexuelle femelle, et qui peut donc avoir des effets sur la reproduction.
Les xénoestrogènes synthétiques sont des composés chimiques (comme les phtalates, les PCB ou le BPA) largement utilisés par l'industrie, ayant un effet œstrogénique sur les êtres vivants, même s'ils diffèrent sur le plan chimique des corps œstrogéniques produits par les systèmes endocriniens naturels. Les retombées des xénoestrogènes, dont certains ont une longue durée de vie, constituent une question écologique et sanitaire d'inquiétude grandissante.

## Xénoestrogènes naturels
Dans cette catégorie figurent principalement deux catégories de molécules naturelles :
1. les phytoestrogènes, d'origine végétale, auxquels l'exposition se fait principalement par leur consommation comme aliments, mais qui par rapport à beaucoup de xénoestrogènes industriels ont une courte durée de vie. Les plus connus sont les flavones (quercétine), flavanones (naringénine), isoflavones (génistéine, daidzéine, chalcones), lignanes, et coumestanes, mais certains polyphénols (ex : resvératrol et prénylflavonoïdes tels que le xanthohumol) ont aussi une activité œstrogénique (rapportée in vitro et in vivo chez l’animal et chez l’homme)[2].
2. Les mycoestrogènes qui proviennent, eux, de champignons. Ils constituent une autre classe de xénoestrogènes parfois incluse dans les mycotoxines. Il peut aussi arriver que lors d'une infection d'une plante par un champignon, ce dernier soit responsable d'une néosynthèse de mycoestrogènes (ex zéaralénone produite dans le maïs sous l’influence de divers microchampignons du genre Fusarium.

## Xénoestrogènes synthétiques
Certains sont des œstrogènes pharmacologiques, où l'effet œstrogène est voulu, tels que l'éthinylestradiol, trouvé dans les pilules contraceptives.
Les autres sont des composés principalement issus de la chimie (ou d'autres types d'industrie) qui ont des effets collatéraux œstrogéniques.

## Enjeux sanitaires
Les effets des xénoestrogènes ont commencé à être jugé préoccupants quand on a constaté que l'exposition in utero à de faibles doses de diéthylstilbestrol (DES) augmentait les risques d’anomalies du développement de l’appareil reproducteur masculin et d’altération de la spermatogenèse.
L'importance sanitaire des xénoestrogènes est liée au fait qu'ils imitent les effets d'œstrogènes élaborés par les organismes animaux et humain, et qu'ils peuvent donc entraîner par exemple la stérilité masculine ou la puberté précoce féminine et d'autres troubles du système reproducteur, ainsi probablement que des malformations et certains cancers (parfois dits cancers hormonaux ou hormonaux-dépendants) et des effets négatifs sur le système immunitaire.

## Prévalence environnementale
Les pratiques industrielles et agricoles, de l'après-guerre à nos jours ont introduit une grande quantité de xénoestrogènes dans l'environnement. Toutes les études écotoxicologiques et de santé environnementale les considèrent maintenant comme un danger environnemental pour la faune sauvage et l'Homme.

### Exemple d'exposition accidentelle, avec effet perturbateur endocrinien
Lors d'une exposition de femme enceinte à des xénoestrogènes (40 tonnes de méthylisocyanate, pesticide libérées dans l'air) lors de la catastrophe de Bhopal, 43 % d'avortements, des mort-nés ont été observés ; et plus de 14 % de décès d'enfants, dès la première année suivant la naissance, malgré un nombre peu élevé de malformations.